# Monardia furcillata
Monardia furcillata är en tvåvingeart som beskrevs av Jaschhof 2004. Monardia furcillata ingår i släktet Monardia och familjen gallmyggor. Inga underarter finns listade i Catalogue of Life.